# Lamposaari (ö i Mellersta Finland, Jyväskylä, lat 62,36, long 26,10)
Lamposaari är en ö i Finland. Den ligger i sjön Lievestuoreenjärvi och i kommunen Laukas i den ekonomiska regionen  Jyväskylä ekonomiska region  och landskapet Mellersta Finland, i den centrala delen av landet, 250 km norr om huvudstaden Helsingfors. Öns area är 11,2 hektar och dess största längd är 0,7 kilometer i nord-sydlig riktning.